# Hans Lem
Hans Schumann Lem (Oslo, 1888. november 19. – New York, 1962. május 1.) olimpiai ezüstérmes norvég tornász.
Az 1908. évi nyári olimpiai játékokon tornában összetett csapatversenyben ezüstérmes lett.
Klubcsapata az Oslo Turnforening volt.